# Moses Simwala
Moses Simwala (ur. 16 lipca 1949 w Kitwe, zm. 29 września 1993 tamże) – zambijski piłkarz grający na pozycji ofensywnego pomocnika. W swojej karierze grał w reprezentacji Zambii.

## Kariera klubowa
Całą swoją karierę piłkarską Simwala spędził w klubie Rhokana United. Zadebiutował w nim w 1966 roku i grał w nim do 1980 roku.

## Kariera reprezentacyjna
W reprezentacji Zambii Simwala zadebiutował w 1969 roku. W 1978 roku został powołany do kadry na Puchar Narodów Afryki 1978. W tym turnieju zagrał w trzech meczach grupowych: z Ghaną (1:2), z Górną Woltą (2:0) i z Nigerią (0:0). W kadrze narodowej grał do 1980 roku.

## Kariera trenerska
W latach 1980–1993, czyli do swojej śmierci, Simwala był trenerem klubu Nkana FC. Dziewięciokrotnie doprowadził go do wywalczenia mistrzostwa Zambii w sezonach 1982, 1983, 1985, 1986, 1988, 1989, 1990, 1992 i 1993 oraz pięciokrotnie zdobył Puchar Zambii w sezonach 1986, 1989, 1991, 1992 i 1993.